# بيتر فيليبس (سياسي)
بيتر فيليبس (بالإنجليزية: Peter Phillips) هو سياسي جامايكي، ولد في 28 ديسمبر 1949 في جامايكا. حزبياً، نشط في حزب الشعب الوطني ‏. وقد انتخب عضو مجلس نواب جامايكا.